# Lagoa Grande do Maranhão
Lagoa Grande do Maranhão – miasto i gmina w Brazylii, w Regionie Północno-Wschodnim, w stanie Maranhão.  
Ma powierzchnię 744,29 km². Według danych ze spisu ludności w 2010 roku gmina liczyła 10 517 mieszkańców, a gęstość zaludnienia wynosiła 14,13 osób/km². Dane szacunkowe z 2019 roku podają liczbę 11 394 mieszkańców. 
W 2017 roku produkt krajowy brutto per capita wyniósł 6415,79 reali brazylijskich.
Gminę utworzono w 1994 roku, wcześniej tereny te administracyjnie były przynależne do gminy Lago da Pedra.